# Novi Jankovci
Novi Jankovci är en ort i Kroatien.   Den ligger i länet Srijem, i den östra delen av landet, 240 km öster om huvudstaden Zagreb. Novi Jankovci ligger 82 meter över havet och antalet invånare är 934.
Terrängen runt Novi Jankovci är mycket platt. Runt Novi Jankovci är det glesbefolkat, med 14 invånare per kvadratkilometer. Närmaste större samhälle är Vinkovci, 8,9 km nordväst om Novi Jankovci. Trakten runt Novi Jankovci består till största delen av jordbruksmark.